# Brian Orosco
Brian Ezequiel Orosco (Mendoza, Argentina, 28 de febrero de 1998) es un futbolista profesional argentino que juega como mediocampista en Estudiantes de Rio Cuarto de la Primera B Nacional, cedido desde Estudiantes de La Plata.

## Carrera

### Comisión de Actividades Infantiles
La CAI (Comisión de Actividades Infantiles) le dio Brian Orosco la posibilidad de su debut en el fútbol.
Una derrota por 2-0 ante Cipolletti el 21 de junio de 2015 vio a Orosco hacer su debut absoluto en el Torneo Federal A, entrando como suplente en lugar de Matías Vargas en la primera de seis apariciones en la campaña de 2015.
Eso terminó con el descenso al Torneo Federal B, donde marcaría cinco goles en treinta partidos en tres años.
El 2017 fue un buen año para Orosco, con muchos goles.
En marzo de 2017 participa junto con la CAI, del torneo VIAREGGIO CUP para menores de 18 años y el 14 de marzo de 2017 convierte un gol en la derrota 3 a 2 ante Fiorentina U19 de Italia. En el mismo torneo del siguiente año vuelve a participar con 3 partidos sin marcar goles.

### Club Social y Atlético Guillermo Brown
En junio de 2018, Guillermo Brown, de Primera B Nacional, fichó a Orosco. Hizo su debut en la Copa Argentina el 20 de julio durante una estrecha derrota ante Tigre de la Primera División.
Orosco dejó a Guillermo Brown en enero de 2019, y posteriormente regresó a la CAI.

### Club Villa Dálmine
El 18 de julio de 2019, Orosco regresó a LA Primera B Nacional tras acordar su traspaso a Villa Dálmine.

### Asteras Trípoli Football Club
Casi un año después, en junio de 2020, se informó ampliamente que Orosco estaba cerca de unirse al Asteras Tripolis de la Superliga griega.

### Club Deportivo Morón
En 2021 pasa a ser jugador de Deportivo Morón. y tras un breve paso por Estudiantes de La Plata, regresa al club Deportivo Morón en 2023.

### Club Estudiantes de La Plata
En febrero del 2022  firma para Estudiantes de La Plata. El Club Deportivo Morón vendió el 25% del pase de Brian Orosco a Estudiantes de La Plata, por $9.000.000 de pesos argentinos netos y aún conserva el otro 25% de la ficha del jugador, que había llegado a Morón a mediados de 2021, cuando el club decidió hacer una inversión y comprar el 50% de su pase en $1.500.000 de pesos a la Comisión de Actividades Infantiles.
El jugador llega a la institución de La Plata luego de una gran temporada realizada con el Club Deportivo Morón. El pase del jugador pertenece, ahora, en un 50% a Estudiantes que desembolsó un total de 15 millones de pesos, mientras que Morón y la CAI mantienen un 25% del jugador.

El 23 de febrero de 2022 hace el debut en Estudiantes y en Copa Libertadores 2022 ingresando a los 86 minutos del partido, en la derrota de Estudiantes ante el Audax Italiano en Chile.
El 25 de marzo de 2022, en el primer partido de Copa Argentina 2022, a los 92 minutos de juego convierte el primer gol en Estudiantes en la victoria 2 a 1 sobre Puerto Nuevo de Campana. El 16 de abril convierte su primer gol en la Copa de la Liga Profesional 2022, en la aplastante victoria de Estudiantes sobre Barracas Central por 6 a 1 en el Estadio Ducó.
A comienzos de 2023 retorna a Deportivo Morón. El jugador firmó su contrato a préstamo y con opción de compra hasta el 31 de diciembre del 2023.
En enero de 2024 es cedido a préstamo al Riga Football Club de la Primera División de Letonia por un año. Riga es el equipo subcampeón del Campeonato de Letonia 2023.
En 2025 es cedido a Estudiantes de Rio Cuarto que transita la Primera B Nacional.

## Estadísticas
- Actualizado hasta el 10 de noviembre de 2024. (según transfermarkt.es)

| Comisión de Actividades Infantiles Argentina | 3.ª                 | 2015                | 6  | 0  | 0  | 0 | 0 | 0 | 0   | 0  |
| Comisión de Actividades Infantiles Argentina | 4.ª                 | 2016                | 0  | 0  | 0  | 0 | 0 | 0 | 0   | 0  |
| Comisión de Actividades Infantiles Argentina | 4.ª                 | 2017                | 0  | 0  | 0  | 0 | 2 | 1 | 0   | 0  |
| Comisión de Actividades Infantiles Argentina | 4.ª                 | 2018                | 0  | 0  | 0  | 0 | 3 | 0 | 0   | 0  |
| Comisión de Actividades Infantiles Argentina | Total club          | Total club          | 6  | 0  | 0  | 0 | 5 | 1 | 11  | 1  |
| Guillermo Brown Argentina | 2.ª                 | 2018-19             | 0  | 0  | 1  | 0 | 0 | 0 | 1   | 0  |
| Guillermo Brown Argentina | Total club          | Total club          | 0  | 0  | 1  | 0 | 0 | 0 | 1   | 0  |
| Villa Dálmine Argentina | 2.ª                 | 2019-20             | 15 | 3  | 0  | 0 | 0 | 0 | 15  | 3  |
| Villa Dálmine Argentina | Total club          | Total club          | 15 | 3  | 0  | 0 | 0 | 0 | 15  | 3  |
| Asteras Trípoli · Grecia | 1.ª                 | 2020-21             | 2  | 0  | 0  | 0 | 0 | 0 | 2   | 0  |
| Asteras Trípoli · Grecia | Total club          | Total club          | 2  | 0  | 0  | 0 | 0 | 0 | 2   | 0  |
| Deportivo Morón Argentina | 2.ª                 | 2021                | 15 | 2  | 0  | 0 | 0 | 0 | 15  | 2  |
| Deportivo Morón Argentina | 2.ª                 | 2023                | 13 | 2  | 1  | 0 | 0 | 0 | 14  | 2  |
| Deportivo Morón Argentina | Total club          | Total club          | 28 | 4  | 1  | 0 | 0 | 0 | 29  | 4  |
| Estudiantes de La Plata Argentina | 1.ª                 | 2022                | 5  | 0  | 8  | 2 | 4 | 0 | 17  | 2  |
| Estudiantes de La Plata Argentina | Total club          | Total club          | 5  | 0  | 8  | 2 | 4 | 0 | 17  | 2  |
| Riga Football Club Letonia | 1.ª                 | 2023/2024           | 30 | 5  | 3  | 0 | 0 | 0 | 33  | 5  |
| Riga Football Club Letonia | 1.ª                 | 2024/2025           | 0  | 0  | 2  | 0 | 0 | 0 | 2   | 0  |
| Riga Football Club Letonia | Total club          | Total club          | 30 | 5  | 5  | 0 | 0 | 0 | 35  | 5  |
| Estudiantes de Rio Cuarto Argentina | 2.ª                 | 2025                | 0  | 0  | 0  | 0 | 0 | 0 | 0   | 0  |
| Estudiantes de Rio Cuarto Argentina | Total club          | Total club          | 0  | 0  | 0  | 0 | 0 | 0 | 0   | 0  |
| Total en su carrera | Total en su carrera | Total en su carrera | 86 | 12 | 15 | 2 | 9 | 1 | 110 | 15 |
| (1) Las copas nacionales se refiere a la Copa Argentina, Copa de la Liga Profesional y la Copa de Letonia. (2) Las copas internacionales se refiere a la Copa Sudamericana, Copa Libertadores y Viareggio Cup (2017). |                     |                     |    |    |    |   |   |   |     |    |